# Eleições parlamentares europeias de 2014

Bandeira da União Europeia.

As Eleições para o Parlamento Europeu de 2014 ocorrem entre o 22 e 25 de maio de 2014, e será realizada em todos os estados membros da União Europeia (UE). Será a nível europeu a 8° eleição ao Parlamento Europeu desde as primeiras eleições diretas em 1979. 
A data foi decidida por unanimidade pelo Conselho da União Europeia. As  eleições de 2014 serão realizadas no final de maio, em vez de o início de junho, como tinha sido o caso com eleições europeias anteriores. As eleições foram antecipadas, a fim de proporcionar mais tempo para a eleição de um presidente da Comissão Europeia, e porque eles teriam coincidido com o fim de semana de Pentecostes, que cai durante as férias escolares, em muitos Estados-Membros. 

## Aspetos relevantes

Logótipo do Parlamento Europeu.

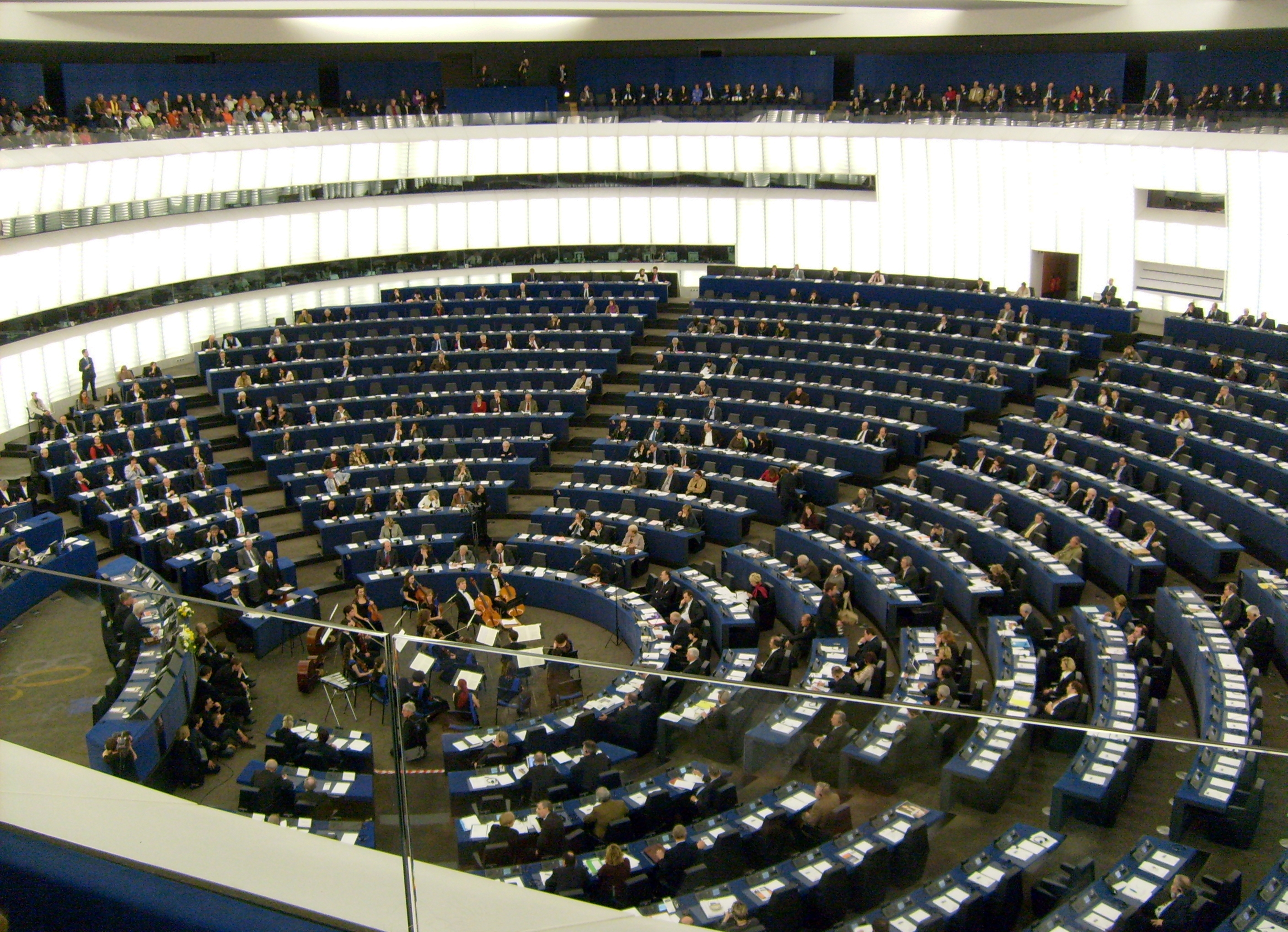
Hemiciclo do Parlamento Europeu em Estrasburgo, (França).

### Importância do debate federalista
A 12 de setembro de 2012, o Presidente da Comissão Europeia José Manuel Durão Barroso realizou, durante o seu discurso sobre o estado da União Europeia no Parlamento Europeu, un convite para a criação de uma federação de Estados nação na Europa. Não na forma de um superestado, mas de uma federação democrática na qual se compartilhe soberania para que a cidadania possa exercer um maior controlo.
A federação europeia é, segundo Durão Barroso, o horizonte político da União Europeia. Afirmou que para isto será necessário criar um novo tratado que modifique os anteriores e fomentar um debate sobre este assunto em toda a Europa, em que as futuras Eleições para o Parlamento Europeu de 2014 serão decisivas. Antes da celebração destes comícios, a Comissão Europeia apresentará o seu projeto de estrutura da futura União Europeia e ideias concretas sobre a modificação dos tratados para que sejam objeto de debate. O seu objetivo é fazer com que a União Europeia seja mais aberta e democrática.

### Eleição do Presidente da Comissão
Segundo um eurobarómetro de junho de 2012, 54% dos cidadãos europeus se veriam, mais animados a participar nas eleições europeias no caso de que as diferentes alianças políticas pudessem apresentar um candidato ao posto de Presidente da Comissão Europeia baseando-se num programa conjunto.
Neste sentido, e dado que para as próximas eleições a eurocâmara deverá nomear o Presidente, Barroso pediu no seu discurso que os partidos políticos europeus apresentassem o seu candidato para o cargo de Presidente da Comissão Europeia com o objetivo de efetuar assim uns comícios verdadeiramente europeus, reforçando o papel dos partidos, que frequentemente apresentam o debate político como se se produzisse unicamente entre os partidos políticos nacionais, e evitando a desconexão real entre as suas atuações nos parlamentos nacionais e no Parlamento Europeu.

## Resultados por Grupos Parlamentares
| Partido | Partido                                           | Líder             | Votos      | Deputados | +/- |
| ------- | ------------------------------------------------- | ----------------- | ---------- | --------- | --- |
|         | Partido Popular Europeu                           | Manfred Weber     | 38 610 376 | 221 / 751 | 44  |
|         | Partido Socialista Europeu                        | Gianni Pittella   | 40 202 068 | 191 / 751 | 8   |
|         | Reformistas e Conservadores Europeus              | Syed Kamall       | 8 612 168  | 70 / 751  | 16  |
|         | Aliança dos Democratas e Liberais pela Europa     | Guy Verhofstadt   | 11 652 405 | 67 / 751  | 16  |
|         | Esquerda Unitária Europeia/Esquerda Nórdica Verde | Gabriele Zimmer   | 9 243 548  | 52 / 751  | 17  |
|         | Grupo dos Verdes/Aliança Livre Europeia           | Philippe Lamberts | 12 058 475 | 50 / 751  | 5   |
|         | Europa da Liberdade e da Democracia Directa       | Nigel Farage      | 10 830 339 | 48 / 751  | 16  |

## Partido vencedor por País
| País          | Partido | Partido                                        | Votos      | %            | Deputados |
| ------------- | ------- | ---------------------------------------------- | ---------- | ------------ | --------- |
| Alemanha      |         | União Democrata-Cristã                         | 8 807 500  | 30,0 / 100,0 | 29 / 96   |
| Áustria       |         | Partido Popular Austríaco                      | 761 896    | 27,0 / 100,0 | 5 / 18    |
| Bélgica       |         | Nova Aliança Flamenga                          | 1 123 363  | 16,8 / 100,0 | 4 / 21    |
| Bulgária      |         | GERB                                           | 680 838    | 30,4 / 100,0 | 6 / 17    |
| Chipre        |         | Aliança Democrática                            | 97 732     | 37,8 / 100,0 | 2 / 6     |
| Croácia       |         | União Democrática Croata                       | 381 844    | 41,4 / 100,0 | 6 / 11    |
| Dinamarca     |         | Partido Popular Dinamarquês                    | 605 889    | 26,6 / 100,0 | 4 / 13    |
| Eslováquia    |         | Direção - Social-Democracia                    | 135 089    | 24,1 / 100,0 | 4 / 13    |
| Eslovênia     |         | Partido Democrático Esloveno                   | 99 643     | 24,8 / 100,0 | 3 / 8     |
| Espanha       |         | Partido Popular                                | 4 098 339  | 26,1 / 100,0 | 16 / 54   |
| Estónia       |         | Partido Reformista Estónio                     | 79 849     | 24,3 / 100,0 | 2 / 6     |
| Finlândia     |         | Partido da Coligação Nacional                  | 390 376    | 22,6 / 100,0 | 3 / 13    |
| França        |         | Frente Nacional                                | 4 712 461  | 24,9 / 100,0 | 24 / 74   |
| Grécia        |         | SYRIZA                                         | 1 518 608  | 26,6 / 100,0 | 6 / 21    |
| Hungria       |         | Fidesz - União Cívica Húngara                  | 1 193 991  | 51,5 / 100,0 | 12 / 21   |
| Irlanda       |         | Fianna Fáil                                    | 369 545    | 22,3 / 100,0 | 1 / 11    |
| Itália        |         | Partido Democrático                            | 11 203 231 | 40,8 / 100,0 | 31 / 73   |
| Letônia       |         | Unidade                                        | 204 979    | 46,2 / 100,0 | 4 / 8     |
| Lituânia      |         | União da Pátria - Democratas-Cristãos Lituanos | 199 393    | 17,4 / 100,0 | 2 / 11    |
| Luxemburgo    |         | Partido Popular Social Cristão                 | 441 578    | 37,7 / 100,0 | 3 / 6     |
| Malta         |         | Partido Trabalhista                            | 134 462    | 53,4 / 100,0 | 3 / 6     |
| Países Baixos |         | Democratas 66                                  | 732 145    | 15,4 / 100,0 | 4 / 26    |
| Polónia       |         | Plataforma Cívica                              | 2 271 215  | 32,1 / 100,0 | 19 / 51   |
| Portugal      |         | Partido Socialista                             | 1 034 249  | 31,5 / 100,0 | 8 / 21    |
| Reino Unido   |         | UKIP                                           | 4 376 635  | 26,6 / 100,0 | 24 / 73   |
| Chéquia       |         | ANO 2011                                       | 244 501    | 16,1 / 100,0 | 4 / 21    |
| Roménia       |         | Partido Social-Democrata                       | 2 093 237  | 37,6 / 100,0 | 16 / 32   |
| Suécia        |         | Partido Social-Democrata                       | 899 074    | 24,2 / 100,0 | 5 / 20    |

## Partidos por Grupos parlamentares

### Grupo do Partido Popular Europeu (EPP)
| País          | Partido                                                 | Deputados | CI.  | Resultado    |
| ------------- | ------------------------------------------------------- | --------- | ---- | ------------ |
| Alemanha      | União Democrata-Cristã                                  | 29 / 96   | 1.º  | 30,0 / 100,0 |
| Alemanha      | União Social-Cristã                                     | 5 / 96    | 6.º  | 5,3 / 100,0  |
| Áustria       | Partido Popular Austríaco                               | 5 / 18    | 1.º  | 27,0 / 100,0 |
| Bélgica       | Democratas-Cristãos e Flamengos                         | 2 / 12    | 3.º  | 20,0 / 100,0 |
| Bélgica       | Centro Democrático Humanista                            | 1 / 8     | 4.º  | 11,4 / 100,0 |
| Bélgica       | Partido Social Cristão                                  | 1 / 1     | 1.º  | 30,4 / 100,0 |
| Bulgária      | Cidadãos pelo Desenvolvimento Europeu da Bulgária       | 6 / 17    | 1.º  | 30,4 / 100,0 |
| Bulgária      | Democratas por uma Bulgária Forte                       | 1 / 17    | 5.º  | 6,5 / 100,0  |
| Chipre        | Aliança Democrática                                     | 2 / 6     | 1.º  | 37,8 / 100,0 |
| Croácia       | União Democrática Croata                                | 4 / 11    | 1.º  | 41,4 / 100,0 |
| Croácia       | Partido Agrário Croata                                  | 1 / 11    | 1.º  | 41,4 / 100,0 |
| Dinamarca     | Partido Popular Conservador                             | 1 / 13    | 5.º  | 9,1 / 100,0  |
| Eslováquia    | Movimento Democrata Cristão                             | 2 / 13    | 2.º  | 13,2 / 100,0 |
| Eslováquia    | União Democrata-Cristã Eslovaca - Partido Democrático   | 2 / 13    | 3.º  | 7,8 / 100,0  |
| Eslováquia    | Partido da Comunidade Húngara                           | 1 / 13    | 7.º  | 6,5 / 100,0  |
| Eslováquia    | Most-Híd                                                | 1 / 13    | 8.º  | 5,8 / 100,0  |
| Eslovênia     | Partido Democrático Esloveno                            | 3 / 8     | 1.º  | 24,8 / 100,0 |
| Eslovênia     | Nova Eslovénia                                          | 1 / 8     | 2.º  | 16,6 / 100,0 |
| Eslovênia     | Partido Popular Esloveno                                | 1 / 8     | 2.º  | 16,6 / 100,0 |
| Espanha       | Partido Popular                                         | 16 / 54   | 1.º  | 26,1 / 100,0 |
| Espanha       | União Democrática da Catalunha                          | 1 / 54    | 6.º  | 5,4 / 100,0  |
| Estónia       | União Pro Patria e Res Publica                          | 1 / 6     | 3.º  | 13,9 / 100,0 |
| Finlândia     | Partido da Coligação Nacional                           | 3 / 13    | 1.º  | 22,6 / 100,0 |
| França        | União por um Movimento Popular                          | 20 / 74   | 2.º  | 20,8 / 100,0 |
| Grécia        | Nova Democracia                                         | 5 / 21    | 2.º  | 22,7 / 100,0 |
| Hungria       | Fidesz - União Cívica Húngara                           | 11 / 21   | 1.º  | 51,5 / 100,0 |
| Hungria       | Partido Popular Democrata-Cristão                       | 1 / 21    | 1.º  | 51,5 / 100,0 |
| Irlanda       | Fine Gael                                               | 4 / 11    | 2.º  | 22,3 / 100,0 |
| Itália        | Força Itália                                            | 13 / 73   | 3.º  | 16,8 / 100,0 |
| Itália        | Novo Centro-direita                                     | 2 / 73    | 5.º  | 4,4 / 100,0  |
| Itália        | União dos Democratas-Cristãos e de Centro               | 1 / 73    | 5.º  | 4,4 / 100,0  |
| Itália        | Partido Popular Sul Tirolês                             | 1 / 73    | 11.º | 0,5 / 100,0  |
| Letônia       | Unidade                                                 | 4 / 8     | 1.º  | 46,2 / 100,0 |
| Lituânia      | União da Pátria - Democratas-Cristãos                   | 2 / 11    | 1.º  | 17,4 / 100,0 |
| Luxemburgo    | Partido Popular Social Cristão                          | 3 / 6     | 1.º  | 37,7 / 100,0 |
| Malta         | Partido Nacionalista                                    | 3 / 6     | 2.º  | 40,0 / 100,0 |
| Países Baixos | Apelo Democrata-Cristão                                 | 5 / 26    | 2.º  | 15,2 / 100,0 |
| Polónia       | Plataforma Cívica                                       | 19 / 51   | 1.º  | 32,1 / 100,0 |
| Polónia       | Partido Popular da Polónia                              | 4 / 51    | 5.º  | 6,8 / 100,0  |
| Portugal      | Partido Social Democrata                                | 6 / 21    | 2.º  | 27,7 / 100,0 |
| Portugal      | CDS – Partido Popular                                   | 1 / 21    | 2.º  | 27,7 / 100,0 |
| Chéquia       | TOP 09                                                  | 3 / 21    | 2.º  | 16,0 / 100,0 |
| Chéquia       | Independentes e Presidentes de Câmara                   | 1 / 21    | 2.º  | 16,0 / 100,0 |
| Chéquia       | União Cristã e Democrata - Partido Popular Checoslovaco | 3 / 21    | 5.º  | 10,0 / 100,0 |
| Roménia       | Partido Nacional Liberal                                | 6 / 32    | 2.º  | 15,0 / 100,0 |
| Roménia       | Partido Democrata Liberal                               | 5 / 32    | 3.º  | 12,2 / 100,0 |
| Roménia       | União Democrática dos Húngaros na Roménia               | 2 / 32    | 5.º  | 6,3 / 100,0  |
| Roménia       | Partido do Movimento Popular                            | 2 / 32    | 6.º  | 6,2 / 100,0  |
| Suécia        | Partido Moderado                                        | 3 / 20    | 3.º  | 13,7 / 100,0 |
| Suécia        | Democratas Cristãos                                     | 1 / 20    | 8.º  | 5,9 / 100,0  |

### Grupo da Aliança Progressista dos Socialistas e Democratas (SD)
| País          | Partido                                   | Deputados | CI. | Resultado    |
| ------------- | ----------------------------------------- | --------- | --- | ------------ |
| Alemanha      | Partido Social-Democrata                  | 27 / 96   | 2.º | 27,3 / 100,0 |
| Áustria       | Partido Social-Democrata                  | 5 / 18    | 2.º | 24,1 / 100,0 |
| Bélgica       | Partido Socialista - Diferente            | 1 / 12    | 4.º | 13,2 / 100,0 |
| Bélgica       | Partido Socialista                        | 3 / 8     | 1.º | 29,3 / 100,0 |
| Bulgária      | Partido Socialista Búlgaro                | 4 / 17    | 2.º | 18,9 / 100,0 |
| Chipre        | Partido Democrata                         | 1 / 6     | 3.º | 10,8 / 100,0 |
| Chipre        | Movimento pela Social-Democracia          | 1 / 6     | 4.º | 7,7 / 100,0  |
| Croácia       | Partido Social-Democrata                  | 2 / 11    | 2.º | 29,9 / 100,0 |
| Dinamarca     | Partido Social-Democrata                  | 3 / 13    | 2.º | 19,1 / 100,0 |
| Eslováquia    | Direção - Social-Democracia               | 4 / 13    | 1.º | 24,1 / 100,0 |
| Eslovênia     | Social-Democratas                         | 1 / 8     | 5.º | 8,1 / 100,0  |
| Espanha       | Partido Socialista Operário Espanhol      | 14 / 54   | 2.º | 23,0 / 100,0 |
| Estónia       | Partido Social-Democrata                  | 1 / 6     | 4.º | 13,6 / 100,0 |
| Finlândia     | Partido Social-Democrata                  | 2 / 13    | 4.º | 12,3 / 100,0 |
| França        | Partido Socialista                        | 12 / 74   | 3.º | 14,0 / 100,0 |
| França        | Partido Radical de Esquerda               | 1 / 74    | 3.º | 14,0 / 100,0 |
| Grécia        | Movimento Socialista Pan-helénico         | 2 / 21    | 4.º | 8,0 / 100,0  |
| Grécia        | O Rio                                     | 2 / 21    | 5.º | 6,6 / 100,0  |
| Hungria       | Partido Socialista Húngaro                | 2 / 21    | 3.º | 10,9 / 100,0 |
| Hungria       | Coligação Democrática                     | 2 / 21    | 4.º | 9,8 / 100,0  |
| Irlanda       | Nessa Childers (Independente)             | 1 / 11    |     |              |
| Itália        | Partido Democrático                       | 31 / 73   | 1.º | 40,8 / 100,0 |
| Letônia       | Partido Social-Democrata "Harmonia"       | 1 / 8     | 3.º | 13,0 / 100,0 |
| Lituânia      | Partido Social Democrata                  | 2 / 11    | 2.º | 17,3 / 100,0 |
| Luxemburgo    | Partido Operário Socialista do Luxemburgo | 1 / 6     | 4.º | 11,8 / 100,0 |
| Malta         | Partido Trabalhista                       | 3 / 6     | 1.º | 53,4 / 100,0 |
| Países Baixos | Partido do Trabalho                       | 3 / 26    | 6.º | 9,4 / 100,0  |
| Polónia       | Aliança da Esquerda Democrática           | 4 / 51    | 3.º | 9,4 / 100,0  |
| Polónia       | União do Trabalho                         | 1 / 51    | 3.º | 9,4 / 100,0  |
| Portugal      | Partido Socialista                        | 8 / 21    | 1.º | 31,5 / 100,0 |
| Reino Unido   | Partido Trabalhista                       | 20 / 70   | 2.º | 24,4 / 100,0 |
| Chéquia       | Partido Social-Democrata                  | 4 / 21    | 3.º | 14,2 / 100,0 |
| Roménia       | Partido Social-Democrata                  | 13 / 32   | 1.º | 37,6 / 100,0 |
| Roménia       | União Nacional pelo Progresso da Roménia  | 2 / 32    | 1.º | 37,6 / 100,0 |
| Roménia       | Partido Conservador                       | 1 / 32    | 1.º | 37,6 / 100,0 |
| Suécia        | Partido Social Democrata                  | 5 / 20    | 1.º | 24,2 / 100,0 |
| Suécia        | Iniciativa Feminista                      | 1 / 20    | 9.º | 5,5 / 100,0  |

### Grupo dos Reformistas e Conservadores Europeus (ECR)
| País          | Partido                                        | Deputados | CI.               | Resultado         |
| ------------- | ---------------------------------------------- | --------- | ----------------- | ----------------- |
| Alemanha      | Alternativa para a Alemanha                    | 7 / 96    | 5.º               | 7,0 / 100,0       |
| Alemanha      | Partido da Família                             | 1 / 96    | 12.º              | 0,7 / 100,0       |
| Bélgica       | Nova Aliança Flamenga                          | 4 / 12    | 1.º               | 26,7 / 100,0      |
| Bulgária      | Bulgária sem Censura                           | 1 / 17    | 4.º               | 10,7 / 100,0      |
| Bulgária      | IMRO - Movimento Nacional Búlgaro              | 1 / 17    | 4.º               | 10,7 / 100,0      |
| Croácia       | Partido Croata dos Direitos Dr. Ante Starčević | 1 / 11    | nas listas da HDZ | nas listas da HDZ |
| Dinamarca     | Partido Popular Dinamarquês                    | 4 / 13    | 1.º               | 26,6 / 100,0      |
| Eslováquia    | Gente Comum e Personalidades Independentes     | 1 / 13    | 4.º               | 7,5 / 100,0       |
| Eslováquia    | Nova Maioria                                   | 1 / 13    | 5.º               | 6,8 / 100,0       |
| Finlândia     | Partido dos Finlandeses                        | 2 / 13    | 3.º               | 12,9 / 100,0      |
| Grécia        | Gregos Independentes                           | 1 / 21    | 7.º               | 3,5 / 100,0       |
| Irlanda       | Fianna Fáil                                    | 1 / 11    | 1.º               | 22,3 / 100,0      |
| Letônia       | Aliança Nacional                               | 1 / 8     | 2.º               | 14,3 / 100,0      |
| Lituânia      | Acção Eleitoral dos Polacos na Lituânia        | 1 / 11    | 6.º               | 8,1 / 100,0       |
| Países Baixos | União Cristã                                   | 1 / 26    | 7.º               | 7,7 / 100,0       |
| Países Baixos | Partido Político Reformado                     | 1 / 26    | 7.º               | 7,7 / 100,0       |
| Polónia       | Lei e Justiça                                  | 18 / 51   | 2.º               | 31,8 / 100,0      |
| Polónia       | Direita da República                           | 1 / 51    | 2.º               | 31,8 / 100,0      |
| Reino Unido   | Partido Conservador                            | 19 / 70   | 3.º               | 23,1 / 100,0      |
| Reino Unido   | Partido Unionista do Ulster                    | 1 / 3     | 3.º               | 13,3 / 100,0      |
| Chéquia       | Partido Democrático Cívico                     | 2 / 21    | 6.º               | 7,7 / 100,0       |

### Grupo da Aliança dos Liberais e Democratas pela Europa (ALDE)
| País          | Partido                                           | Deputados | CI.               | Resultado         |
| ------------- | ------------------------------------------------- | --------- | ----------------- | ----------------- |
| Alemanha      | Partido Democrático Liberal                       | 3 / 96    | 7.º               | 3,4 / 100,0       |
| Alemanha      | Eleitores Livres                                  | 1 / 96    | 8.º               | 1,5 / 100,0       |
| Áustria       | NEOS - A Nova Áustria                             | 1 / 18    | 5.º               | 8,1 / 100,0       |
| Bélgica       | Liberais e Democratas Flamengos                   | 3 / 12    | 2.º               | 20,4 / 100,0      |
| Bélgica       | Movimento Reformador                              | 3 / 8     | 2.º               | 27,1 / 100,0      |
| Bulgária      | Movimento pelos Direitos e Liberdades             | 4 / 17    | 3.º               | 17,3 / 100,0      |
| Croácia       | Assembleia Democrática da Ístria                  | 1 / 11    | nas listas do SDP | nas listas do SDP |
| Croácia       | Partido Popular Croata - Liberais Democratas      | 1 / 11    | nas listas do SDP | nas listas do SDP |
| Dinamarca     | Venstre-Partido Liberal da Dinamarca              | 2 / 13    | 3.º               | 16,7 / 100,0      |
| Dinamarca     | Partido Social-Liberal                            | 1 / 13    | 7.º               | 6,5 / 100,0       |
| Eslováquia    | Solidariedade e Liberdade                         | 1 / 13    | 6.º               | 6,7 / 100,0       |
| Eslovênia     | Partido Democrático dos Pensionistas da Eslovénia | 1 / 8     | 4.º               | 8,1 / 100,0       |
| Espanha       | União, Progresso e Democracia                     | 4 / 54    | 5.º               | 6,5 / 100,0       |
| Espanha       | Convergência Democrática da Catalunha             | 1 / 54    | 6.º               | 5,4 / 100,0       |
| Espanha       | Partido Nacionalista Basco                        | 1 / 54    | 6.º               | 5,4 / 100,0       |
| Espanha       | Cidadãos - Partido da Cidadania                   | 2 / 54    | 8.º               | 3,2 / 100,0       |
| Estónia       | Partido Reformista Estónio                        | 2 / 6     | 1.º               | 24,3 / 100,0      |
| Estónia       | Partido do Centro Estónio                         | 1 / 6     | 2.º               | 22,4 / 100,0      |
| Finlândia     | Partido do Centro                                 | 3 / 13    | 2.º               | 19,7 / 100,0      |
| Finlândia     | Partido Popular Sueco da Finlândia                | 1 / 13    | 7.º               | 6,8 / 100,0       |
| França        | Movimento Democrático                             | 4 / 74    | 4.º               | 9,9 / 100,0       |
| França        | União dos Democratas e Independentes              | 3 / 74    | 4.º               | 9,9 / 100,0       |
| Irlanda       | Marian Harkin (Independente)                      | 1 / 11    |                   |                   |
| Lituânia      | Movimento Liberal da República da Lituânia        | 2 / 11    | 3.º               | 16,6 / 100,0      |
| Lituânia      | Partido Trabalhista                               | 1 / 11    | 5.º               | 12,4 / 100,0      |
| Luxemburgo    | Partido Democrata                                 | 1 / 6     | 3.º               | 14,8 / 100,0      |
| Países Baixos | Democratas 66                                     | 4 / 26    | 1.º               | 15,5 / 100,0      |
| Países Baixos | Partido Popular para a Liberdade e Democracia     | 3 / 26    | 4.º               | 12,0 / 100,0      |
| Portugal      | Partido da Terra                                  | 2 / 21    | 4.º               | 7,2 / 100,0       |
| Reino Unido   | Liberal Democratas                                | 1 / 70    | 5.º               | 6,6 / 100,0       |
| Chéquia       | ANO 2011                                          | 4 / 21    | 1.º               | 16,1 / 100,0      |
| Roménia       | Mircea Diaconu (Independente)                     | 1 / 32    | 4.º               | 6,8 / 100,0       |
| Suécia        | Partido Popular Liberal                           | 2 / 20    | 4.º               | 9,9 / 100,0       |
| Suécia        | Partido do Centro                                 | 1 / 20    | 6.º               | 6,5 / 100,0       |

### Grupo da Esquerda Unitária Europeia/Esquerda Nórdica Verde (GUE/NGL)
| País          | Partido                                  | Deputados | CI.  | Resultado    |
| ------------- | ---------------------------------------- | --------- | ---- | ------------ |
| Alemanha      | A Esquerda                               | 7 / 96    | 4.º  | 7,4 / 100,0  |
| Alemanha      | Partido dos Direitos Animais             | 1 / 96    | 10.º | 1,3 / 100,0  |
| Chipre        | Partido Progressista do Povo Trabalhador | 2 / 6     | 2.º  | 27,0 / 100,0 |
| Dinamarca     | Movimento Popular contra a UE            | 1 / 13    | 6.º  | 8,1 / 100,0  |
| Espanha       | Esquerda Unida                           | 5 / 54    | 3.º  | 10,0 / 100,0 |
| Espanha       | Podemos                                  | 5 / 54    | 4.º  | 8,0 / 100,0  |
| Espanha       | Euskal Herria Bildu                      | 1 / 54    | 9.º  | 2,1 / 100,0  |
| Finlândia     | Aliança de Esquerda                      | 1 / 13    | 6.º  | 9,3 / 100,0  |
| França        | Partido Comunista Francês                | 1 / 74    | 6.º  | 6,6 / 100,0  |
| França        | Partido de Esquerda                      | 1 / 74    | 6.º  | 6,6 / 100,0  |
| França        | Partido Comunista de Reunião             | 1 / 74    | 6.º  | 6,6 / 100,0  |
| França        | Independente                             | 1 / 74    | 6.º  | 6,6 / 100,0  |
| Grécia        | SYRIZA                                   | 6 / 21    | 1.º  | 26,6 / 100,0 |
| Irlanda       | Sinn Féin                                | 3 / 11    | 3.º  | 19,5 / 100,0 |
| Irlanda       | Luke Ming Flanagan (Independente)        | 1 / 11    |      |              |
| Itália        | A Outra Europa                           | 3 / 73    | 6.º  | 4,0 / 100,0  |
| Países Baixos | Partido Socialista                       | 2 / 26    | 5.º  | 9,6 / 100,0  |
| Países Baixos | Partido pelos Animais                    | 1 / 26    | 9.º  | 4,2 / 100,0  |
| Portugal      | Partido Comunista Português              | 3 / 21    | 3.º  | 12,7 / 100,0 |
| Portugal      | Bloco de Esquerda                        | 1 / 21    | 5.º  | 4,6 / 100,0  |
| Reino Unido   | Sinn Féin                                | 1 / 3     | 1.º  | 25,5 / 100,0 |
| Chéquia       | Partido Comunista da Boêmia e Morávia    | 3 / 21    | 4.º  | 11,0 / 100,0 |
| Suécia        | Partido da Esquerda                      | 1 / 20    | 7.º  | 6,3 / 100,0  |

### Grupo dos Verdes/Aliança Livre Europeia (G-EFA)
| País          | Partido                                        | Deputados | CI.  | Resultado    |
| ------------- | ---------------------------------------------- | --------- | ---- | ------------ |
| Alemanha      | Aliança 90/Os Verdes                           | 11 / 96   | 3.º  | 10,7 / 100,0 |
| Alemanha      | Partido Pirata                                 | 1 / 96    | 9.º  | 1,5 / 100,0  |
| Alemanha      | Partido Democrático Ecológico                  | 1 / 96    | 13.º | 0,6 / 100,0  |
| Áustria       | Os Verdes - Alternativa Verde                  | 3 / 18    | 4.º  | 14,5 / 100,0 |
| Bélgica       | Groen                                          | 1 / 12    | 5.º  | 10,6 / 100,0 |
| Bélgica       | Ecolo                                          | 1 / 8     | 3.º  | 11,7 / 100,0 |
| Croácia       | Desenvolvimento Sustentável da Croácia         | 1 / 11    | 3.º  | 9,4 / 100,0  |
| Dinamarca     | Partido Popular Socialista                     | 1 / 13    | 4.º  | 11,0 / 100,0 |
| Eslovênia     | Verjamem                                       | 1 / 8     | 3.º  | 10,3 / 100,0 |
| Espanha       | Iniciativa pela Catalunha Verdes               | 1 / 54    | 3.º  | 10,0 / 100,0 |
| Espanha       | Esquerda Republicana da Catalunha              | 2 / 54    | 7.º  | 4,0 / 100,0  |
| Espanha       | Equo                                           | 1 / 54    | 10.º | 1,9 / 100,0  |
| Estónia       | Indrek Tarand (Independente)                   | 1 / 6     | 5.º  | 13,2 / 100,0 |
| Finlândia     | Aliança dos Verdes                             | 1 / 13    | 5.º  | 9,3 / 100,0  |
| França        | Europa Ecologia - Os Verdes                    | 6 / 74    | 5.º  | 9,0 / 100,0  |
| Hungria       | Diálogo pela Hungria                           | 1 / 21    | 5.º  | 7,3 / 100,0  |
| Hungria       | Políticas Podem Ser Diferentes                 | 1 / 21    | 6.º  | 5,0 / 100,0  |
| Letônia       | União Russa da Letónia                         | 1 / 8     | 5.º  | 6,4 / 100,0  |
| Lituânia      | União dos Camponeses e Verdes Lituanos         | 1 / 11    | 7.º  | 6,6 / 100,0  |
| Luxemburgo    | Os Verdes                                      | 1 / 6     | 2.º  | 15,0 / 100,0 |
| Países Baixos | Esquerda Verde                                 | 2 / 26    | 8.º  | 7,0 / 100,0  |
| Reino Unido   | Partido Verde da Inglaterra e do País de Gales | 3 / 70    | 4.º  | 6,9 / 100,0  |
| Reino Unido   | Partido Nacional Escocês                       | 2 / 70    | 6.º  | 2,4 / 100,0  |
| Reino Unido   | Plaid Cymru                                    | 1 / 70    | 10.º | 0,7 / 100,0  |
| Suécia        | Partido Verde                                  | 4 / 20    | 2.º  | 15,4 / 100,0 |

### Grupo da Europa da Liberdade e da Democracia Directa (EFDD)
| País        | Partido                                 | Deputados | CI. | Resultado    |
| ----------- | --------------------------------------- | --------- | --- | ------------ |
| França      | Joëlle Bergeron (Independente)          | 1 / 74    |     |              |
| Itália      | MoVimento 5 Estrelas                    | 17 / 73   | 2.º | 21,2 / 100,0 |
| Letônia     | União de Verdes e Camponeses            | 1 / 8     | 4.º | 8,3 / 100,0  |
| Lituânia    | Ordem e Justiça                         | 2 / 11    | 4.º | 14,3 / 100,0 |
| Reino Unido | Partido de Independência do Reino Unido | 24 / 73   | 1.º | 26,6 / 100,0 |
| Chéquia     | Partido dos Cidadãos Livres             | 1 / 21    | 7.º | 5,2 / 100,0  |
| Suécia      | Democratas Suecos                       | 2 / 20    | 5.º | 9,7 / 100,0  |

### Não Inscritos (NI)
| País          | Partido                       | Deputados | CI.  | Resultado    |
| ------------- | ----------------------------- | --------- | ---- | ------------ |
| Alemanha      | Partido Nacional Democrático  | 1 / 96    | 11.º | 1,0 / 100,0  |
| Alemanha      | O Partido                     | 1 / 96    | 14.º | 0,6 / 100,0  |
| Áustria       | Partido da Liberdade          | 4 / 18    | 3.º  | 19,7 / 100,0 |
| Bélgica       | Vlaams Belang                 | 1 / 12    | 6.º  | 6,8 / 100,0  |
| França        | Frente Nacional               | 23 / 74   | 1.º  | 24,9 / 100,0 |
| Grécia        | Aurora Dourada                | 3 / 21    | 3.º  | 9,4 / 100,0  |
| Grécia        | Partido Comunista da Grécia   | 2 / 21    | 6.º  | 6,1 / 100,0  |
| Hungria       | Jobbik                        | 3 / 21    | 2.º  | 14,7 / 100,0 |
| Itália        | Liga Norte                    | 5 / 73    | 4.º  | 6,2 / 100,0  |
| Países Baixos | Partido para a Liberdade      | 4 / 26    | 3.º  | 13,3 / 100,0 |
| Polónia       | Congresso da Nova Direita     | 4 / 51    | 4.º  | 7,2 / 100,0  |
| Reino Unido   | Partido Unionista Democrático | 1 / 3     | 2.º  | 20,9 / 100,0 |